# George Jeffreys
George Jeffreys (Regne Unit, 1610 - 1685) fou un compositor anglès. Es tenen escasses notícies de la seva vida. L'única referència que de la mateixa i dels seus mèrits artístics se'n coneix consta en l'obra The Life and Times of Anthony Wood, publicada per la Societat Històrica d'Oxford, en la qual se cita Jeffreys com alumne de Christ Church celebrant-se la seva extrema habilitat com a organista i virginalista.
La totalitat de la seva obra encara roman en manuscrits. Va compondre gran nombre de motets, himnes, nadales i madrigals; una cantata, una simfonia per a orquestra de corda. Els musicòlegs anglesos consideren en Jeffreys com el compositor més important dels immediats successors de Henry Purcell.